# Делелиенн, Шарль
Шарль Делелиенн (фр. Charles Delelienne; 25 февраля 1892 — 6 февраля 1984, Барнет, Большой Лондон) — бельгийский хоккеист на траве, вратарь. Бронзовый призёр летних Олимпийских игр 1920 года.

## Биография
Шарль Делелиенн родился 25 февраля 1892 года.
Учился в Льежском государственном университете, где получил профессию инженера. Работал в железнодорожной компании в Конго.
Играл в хоккей на траве за «Лин».
В 1920 году вошёл в состав сборной Бельгии по хоккею на траве на летних Олимпийских играх в Антверпене и завоевал бронзовую медаль. Играл на позиции вратаря, провёл 3 матча, пропустил 19 мячей (двенадцать — от сборной Великобритании, пять — от Дании, два — от Франции).
В 1940—1945 годах был президентом Федерации хоккея на траве Бельгии.
Умер 6 февраля 1984 года в лондонском боро Барнет.